# Инцидент в Мекке (1987)
Инцидент в Мекке в 1987 году — массовая гибель паломников в результате протестных столкновений, один из эпизодов холодной войны на Ближнем Востоке.
С 1981 года иранские паломники ежегодно проводили политические демонстрации против Израиля, Соединенных Штатов и СССР.
В пятницу, 31 июля 1987 года (6 зуль-хиджа 1407 г. Х.) в Мекке кордон саудовской полиции и Национальная гвардия Саудовской Аравии перекрыли часть запланированного маршрута, что привело к конфронтации между ними и паломниками.
Некоторые иранцы начали призывать к продолжению движения к Великой мечети. В это же время неизвестные начали преследовать иранских паломников, бросая в них кирпичи и другие предметы. Эти факторы усугубили ситуацию, переросшую в ожесточенное столкновение между иранцами и службой безопасности Саудовской Аравии. Детали спорны. Сотрудники службы безопасности Саудовской Аравии, как сообщается, открыли огонь по демонстрантам — обвинение, которое саудовские официальные лица отрицают. Иранские официальные лица утверждают, что саудовцы открыли огонь по протестующим без провокации и что демонстрации были мирными. Официальные лица Саудовской Аравии настаивают на том, что не было произведено никаких выстрелов и что все смерти были вызваны рукопашной схваткой и давкой. На пресс-конференции в Вашингтоне посол Саудовской Аравии принц Бандар бин Султан заявил, что «не было выпущено ни одной пули», обвинив в насилии иранских паломников, которых он обвинил в «размахивании ножами, дубинками и битым стеклом, извлеченным из-под плащей». Робин Райт сообщал, что «многие иранские тела, показанные американским и европейским репортерам сразу после их возвращения в Тегеран, имели пулевые ранения». Ами Аялон, израильский политик, написал, что «большинство иранских паломников, по всей видимости, были застрелены саудовскими службами безопасности во время демонстрации».
Согласно официальным саудовским отчетам, в результате инцидента погибло 402 человека, в том числе 275 иранских паломников, 85 саудовских полицейских и 42 паломника из других стран. С другой стороны, Иран сообщил о гибели 400 иранских паломников и ранениях нескольких тысяч. По данным The New York Times, более 400 паломников погибли и тысячи получили ранения.